# Đại học Kinh tế Thành phố Hồ Chí Minh
Đại học Kinh tế Thành phố Hồ Chí Minh, còn được gọi là Đại học UEH (tiếng Anh: University of Economics Ho Chi Minh City) là đại học đa thành viên chuyên khối kinh tế hệ công lập, thuộc nhóm đại học trọng điểm quốc gia, dẫn đầu trong đào tạo khối ngành kinh tế, nổi tiếng đã đào tạo ra nhiều lãnh đạo cấp cao cho các tập đoàn đa quốc gia tại Việt Nam. Ngoài đào tạo, UEH còn là trung tâm nghiên cứu chính sách kinh tế và quản lý cho Chính phủ và doanh nghiệp.
Thành lập năm 1976 với tên gọi Trường Đại học Kinh tế trực thuộc Bộ Đại học và Trung học chuyên nghiệp, UEH đã trải qua nhiều giai đoạn phát triển. Năm 2012, trường bắt đầu quá trình tự chủ. Năm 2021, trường tái cấu trúc theo hướng đại học đa ngành để đến tháng 10/2023, trường chính thức đổi tên thành Đại học Kinh tế Thành phố Hồ Chí Minh.
Hiện nay trường đang hoạt động với 10 cơ sở giảng dạy chính tại Thành phố Hồ Chí Minh, một phân hiệu tại Vĩnh Long, 3 ký túc xá sinh viên và một số khuôn viên trường khác. Trụ sở chính đặt tại 59C đường Nguyễn Đình Chiểu, Phường Xuân Hòa, Thành phố Hồ Chí Minh.
Qua gần nửa thế kỷ hoạt động, UEH đã đào tạo hàng ngàn cán bộ, doanh nhân, nhà lãnh đạo, đóng góp vào sự phát triển đất nước. UEH được các tổ chức uy tín như QS, Eduniversal và U-Multirank xếp hạng là một trong những trường hàng đầu về kinh tế - kinh doanh trong khu vực và thế giới. Trường có môi trường học thuật năng động với nhiều hoạt động sinh viên nổi bật. Câu lạc bộ CYM Group của trường đã xác lập Kỷ lục Guinness Thế giới năm 2011.

## Lịch sử

### Quá trình hình thành và phát triển
Phiên hiệu của trường được thành lập theo Quyết định số 426/TTg ngày 27 tháng 10 năm 1976 của Thủ tướng Phạm Văn Đồng, trên cơ sở sáp nhập Trường Đại học Luật khoa (nay là Cơ sở A đường Nguyễn Đình Chiểu, Quận 3 của trường) thuộc Viện Đại học Sài Gòn và các Trường Đại học Kinh tế khác của miền Nam trước 1975, trực thuộc Bộ Đại học và Trung học chuyên nghiệp, nay là Bộ Giáo dục và Đào tạo. Ngày 23 tháng 11 năm 1976, khoá học đầu tiên của trường khai giảng.

Logo trước đây của trường, sử dụng từ năm 2004 đến năm 2021.

Năm 1986, Khoa Triết - Kinh tế thuộc Trường Đại học Tổng hợp Thành phố Hồ Chí Minh được tách thành Khoa Triết và Khoa Kinh tế. Trong đó, Khoa Kinh tế có chức năng đào tạo đại học, sau đại học và tổ chức nghiên cứu khoa học về lĩnh vực kinh tế và quản trị kinh doanh, đặc biệt ở chuyên ngành Kinh tế chính trị và Kinh tế học. Từ năm 1990, khoa đào tạo bậc cử nhân theo các chuyên ngành: Kinh tế học, Kinh tế đối ngoại và Quản trị kinh doanh; đào tạo bậc sau đại học chuyên ngành Kinh tế học.
Cơ sở II của Trường Đại học Kế toán Hà Nội tại Thành phố Hồ Chí Minh được thành lập vào tháng 10 năm 1988. Ngày 15 tháng 10 năm 1988, Hội đồng Bộ trưởng ban hành Nghị định số 155/HĐBT công nhận chính thức việc thành lập Trường Đại học Tài chính - Kế toán Thành phố Hồ Chí Minh trực thuộc Bộ Tài chính. Ngày 27 tháng 1 năm 1995, Thủ tướng Chính phủ ban hành Nghị định 16/CP về việc thành lập Đại học Quốc gia Thành phố Hồ Chí Minh, Sau đó, ngày 9 tháng 7 năm 1996, Bộ trưởng Bộ Giáo dục và Đào tạo ban hành Quyết định số 2819/GD-ĐT ngày 9 tháng 7 năm 1996 thành lập Trường Đại học Kinh tế thuộc Đại học Quốc gia Thành phố Hồ Chí Minh trên cơ sở hợp nhất 3 đơn vị gồm Trường Đại học Kinh tế Thành phố Hồ Chí Minh (cũ), Trường Đại học Tài chính – Kế toán Thành phố Hồ Chí Minh và Khoa Kinh tế thuộc Trường Đại học Tổng hợp Thành phố Hồ Chí Minh.

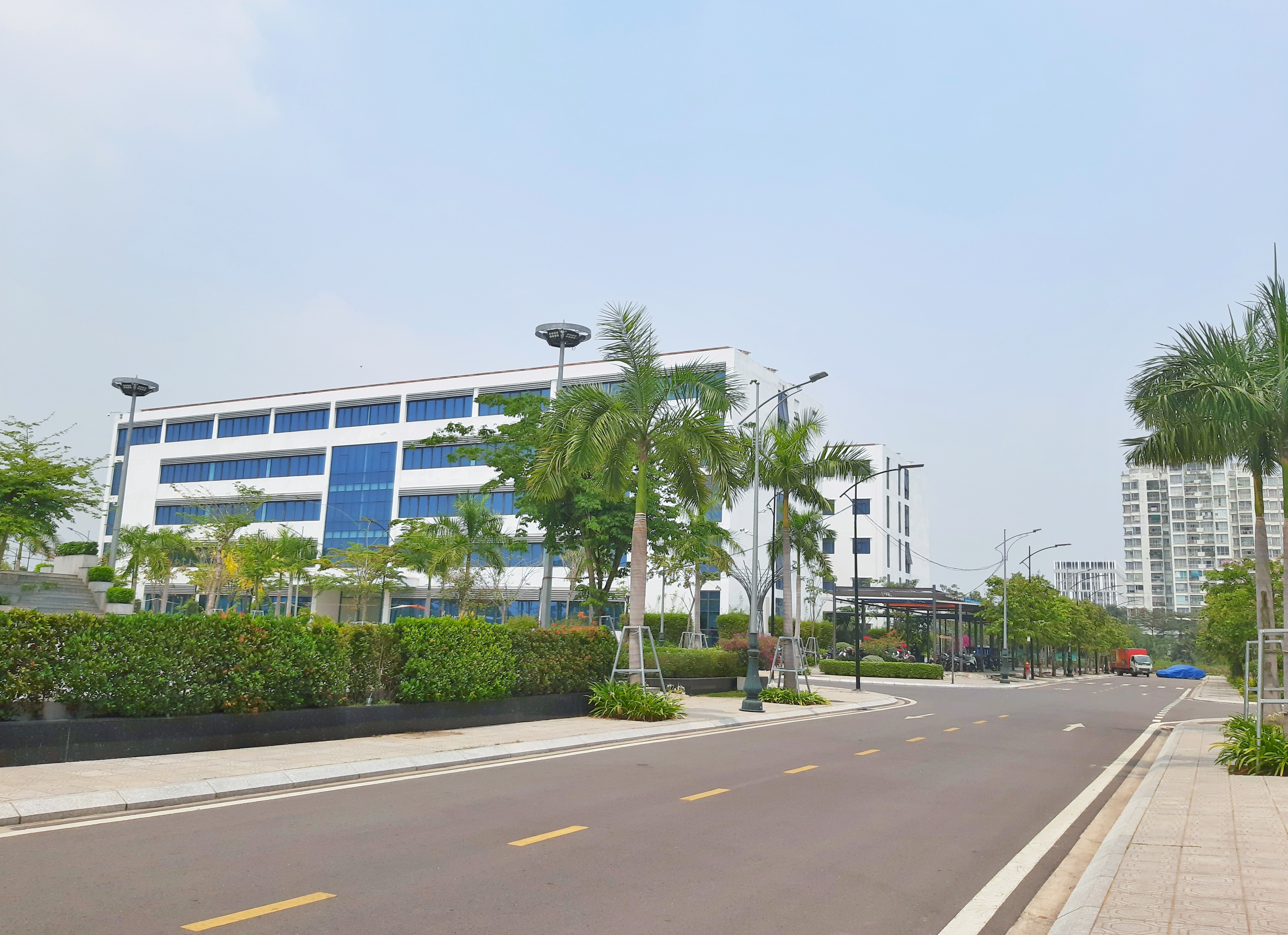
Khuôn viên trường và tòa nhà giảng đường tại Cơ sở N, xã Bình Hưng

Đến ngày 10 tháng 10 năm 2000, Thủ tướng Chính phủ ban hành Quyết định số 118/2000/QĐ-TTg, thay đổi tổ chức của Đại học Quốc gia Thành phố Hồ Chí Minh, trong đó tách Trường Đại học Kinh tế ra khỏi Đại học Quốc gia Thành phố Hồ Chí Minh, trở thành Trường Đại học Kinh tế Thành phố Hồ Chí Minh trọng điểm quốc gia trực thuộc Bộ Giáo dục và Đào tạo.
Thực hiện mục tiêu đào tạo, nghiên cứu và tư vấn của UEH tại Đồng bằng sông Cửu Long, ngày 4 tháng 12 năm 2019, Phân hiệu Đại học Kinh tế Thành phố Hồ Chí Minh tại tỉnh Vĩnh Long được thành lập theo Quyết định số 4650/QĐ-BGDĐT của Bộ Giáo dục và Đào tạo trên cơ sở sáp nhập Trường Cao đẳng Kinh tế - Tài chính Vĩnh Long. Phân hiệu đi vào hoạt động từ tháng 1 năm 2020.

### Nâng cấp và mở rộng trường
Tháng 10 năm 2015, UEH đã tổ chức khánh thành công trình cải tạo Cơ sở C tại số 91 Đường 3/2, Quận 10. Đây là cơ sở dành cho Trung tâm Pháp - Việt Đào tạo về Quản lý (CFVG) tại Thành phố Hồ Chí Minh.
Cuối năm 2019, Cơ sở B1 tại 279 Nguyễn Tri Phương của trường đã được hoàn tất xây dựng, mở rộng khu giảng đường và văn phòng làm việc. Dự án là một tòa nhà hiện đại với 15 tầng nổi, 2 tầng hầm, 5 thang máy và cầu đi bộ kết nối với tòa nhà B2, xây dựng trên khu đất có diện tích là 1.015 m2. Công trình chính thức đi vào hoạt động từ tháng 1 năm 2020.
Tháng 1 năm 2021, dự án Cơ sở N - đường Nguyễn Văn Linh, huyện Bình Chánh chính thức đi vào hoạt động sau hơn 2 năm thi công. Cơ sở mới có diện tích quy hoạch 11.1 ha, với tòa nhà trung tâm cao 10 tầng, khu giảng đường 5 tầng và khu vực công viên, quảng trường lớn. Trong tương lai, dự án còn được xây thêm một khu ký túc xá cho sinh viên lưu trú.
Trong năm 2021 và 2022, Nhà trường cũng đã mở rộng, nâng cấp cơ sở vật chất tại Cơ sở A 59C Nguyễn Đình Chiểu, Quận 3; Cơ sở H 1A Hoàng Diệu, Quận Phú Nhuận; và khánh thành Cơ sở D của Viện ISB tại 196 Trần Quang Khải, Quận 1, Thành phố Hồ Chí Minh. Những cải tiến này là một phần của quá trình tái cơ cấu và nâng cao chất lượng giảng dạy và học tập, nghiên cứu, cải tiến cơ sở vật chất của Nhà trường.

### Tái cấu trúc

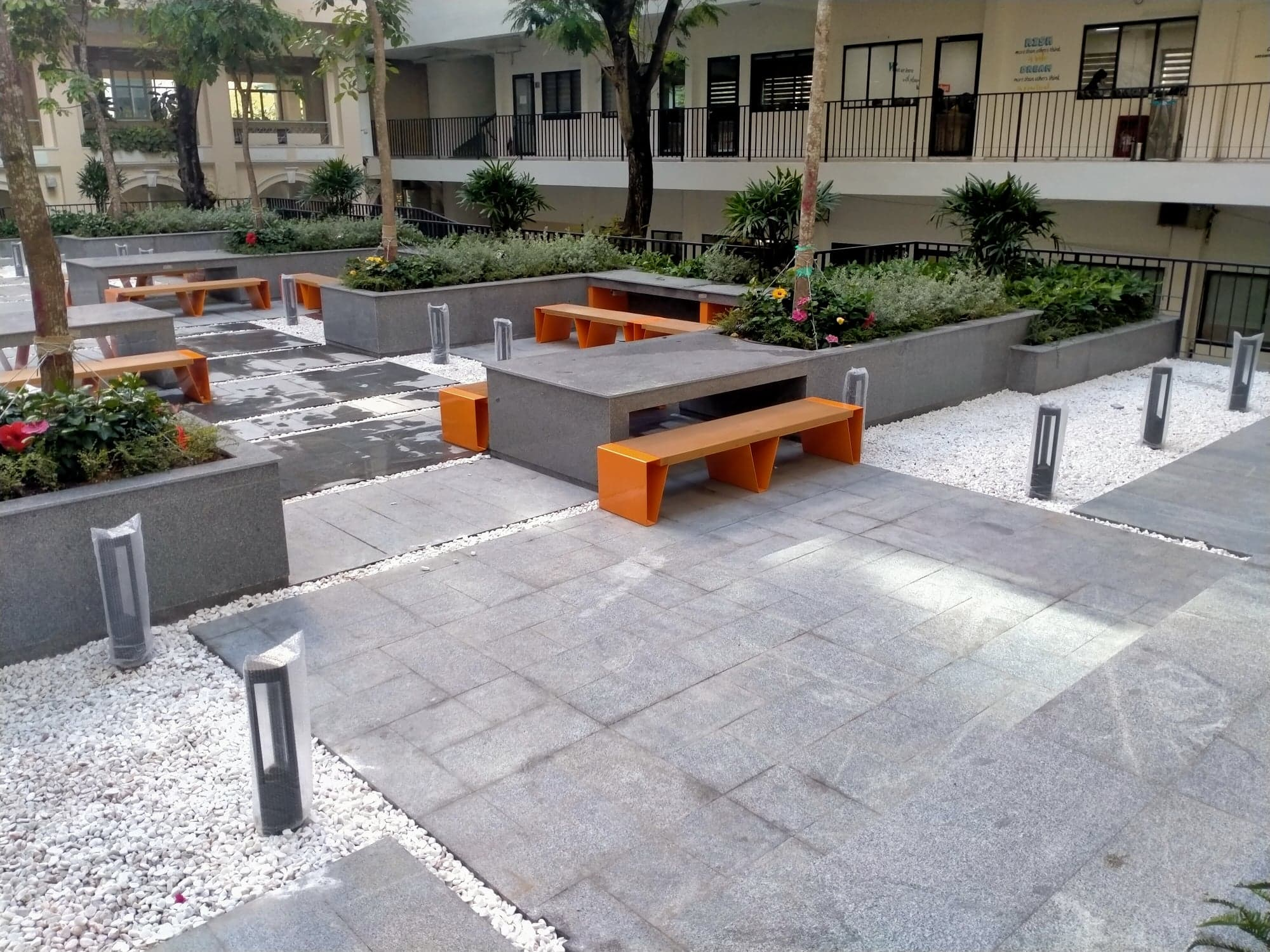
Khu vườn "English Zone" tại Cơ sở B2 của Đại học Kinh tế Thành phố Hồ Chí Minh

Ngày 27 tháng 10 năm 2021, như một phần của lộ trình tái cấu trúc của Trường Đại học Kinh tế Thành phố Hồ Chí Minh, lãnh đạo nhà trường đã công bố đổi tên trường thành Đại học UEH - Đa ngành và Bền vững với 3 trường thành viên là Trường Kinh doanh UEH; Trường Kinh tế, Luật và Quản lý nhà nước UEH; và Trường Công nghệ và thiết kế UEH. Các trường thành viên được thành lập trên cơ sở hợp nhất các khoa cùng lĩnh vực:
- Trường Kinh doanh UEH được thành lập từ các khoa: Kinh doanh quốc tế - Marketing, Quản trị, Tài chính, Ngân hàng, Kế toán và Du lịch.
- Trường Kinh tế, Luật và Quản lý nhà nước UEH được tạo nên từ các khoa: Tài chính công, Kinh tế, Luật và Quản lý nhà nước.
- Trường Công nghệ và Thiết kế UEH hình thành từ: Khoa Toán - Thống kê, Khoa Công nghệ thông tin kinh doanh, Viện Đổi mới sáng tạo, Viện Đô thị thông minh và quản lý, Viện Công nghệ thông minh và tương tác, Viện Toán Ứng dụng, Trung tâm Đào tạo Công nghệ và Thiết kế.[32][33]

Ngày 4 tháng 10 năm 2023, Phó Thủ tướng Chính phủ Trần Hồng Hà đã ký Quyết định 1146/QĐ-TTg về việc chuyển đổi Trường Đại học Kinh tế Thành phố Hồ Chí Minh thành Đại học Kinh tế Thành phố Hồ Chí Minh, chính thức đưa trường trở thành cơ sở giáo dục đại học thứ 7 tại Việt Nam hoạt động theo mô hình "đại học đa ngành, đa lĩnh vực", đồng nhất và hội nhập với hệ thống các đại học tiên tiến trên thế giới.

### Các đời hiệu trưởng
- PGS.TS Đào Công Tiến (1990 - 1995)[36]
- NGND - GS.TS. Nguyễn Thanh Tuyền (1995 - 2001)[37]
- PGS.TS. Phạm Văn Năng (2001 - tháng 6 năm 2011)[38]
- GS.TS. Nguyễn Đông Phong (tháng 6 năm 2011 - tháng 9 năm 2020)[39]
- GS.TS. Sử Đình Thành (tháng 9 năm 2020 - nay)[40]

## Khuôn viên trường và phân hiệu trực thuộc

### Các cơ sở tại Thành phố Hồ Chí Minh

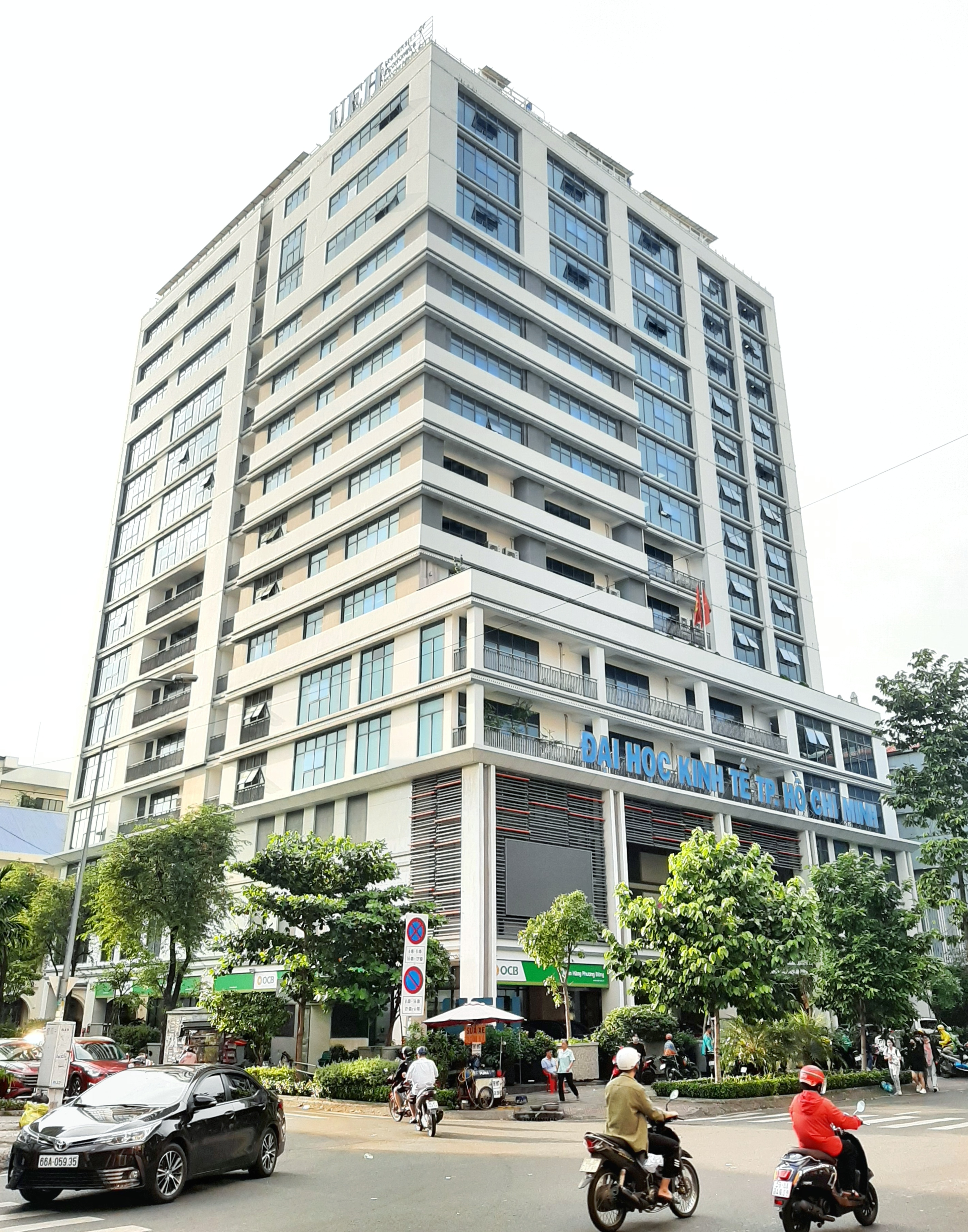
Mặt tiền Cơ sở B, đường Nguyễn Tri Phương, phường Diên Hồng

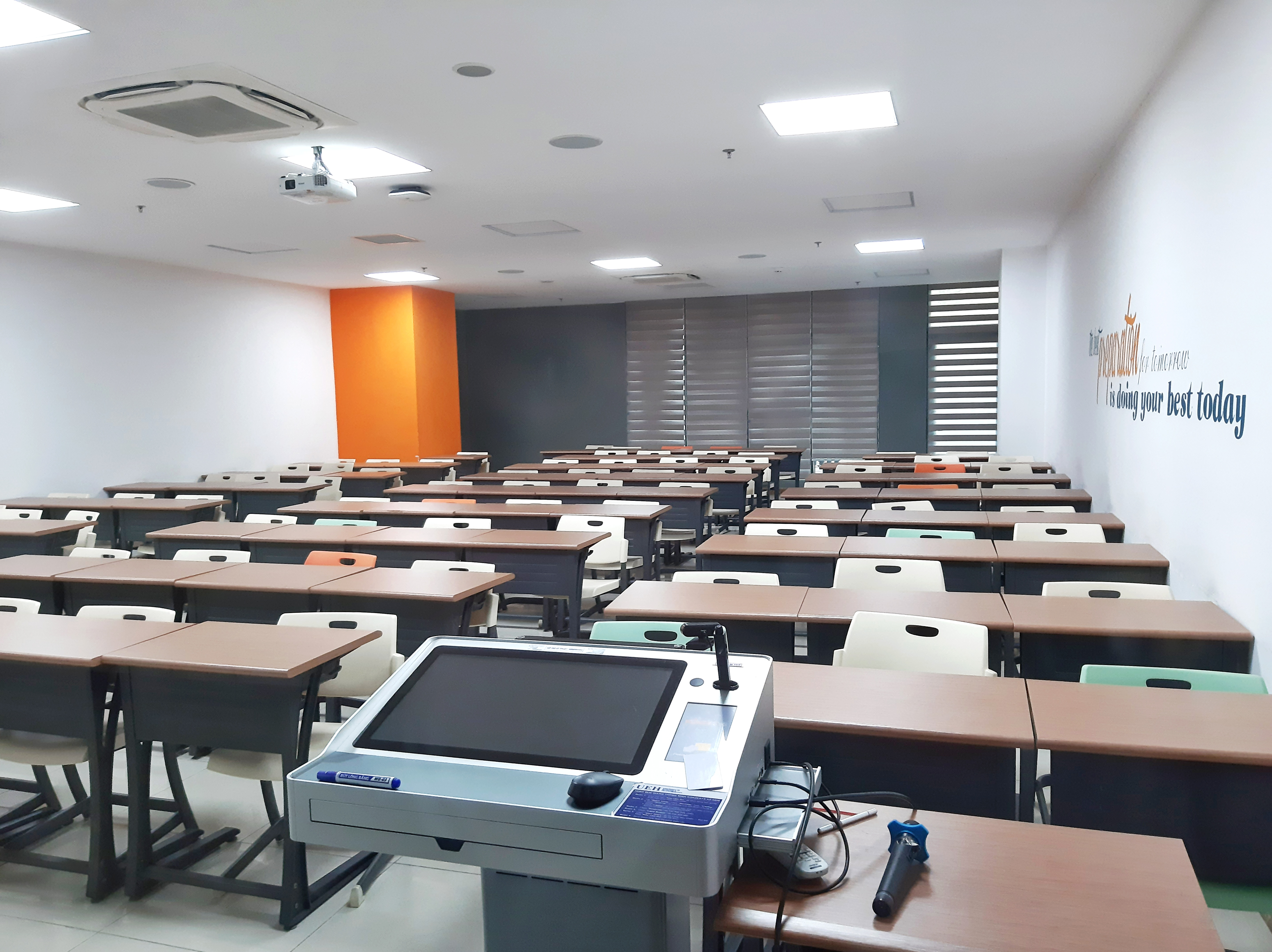
Một giảng đường tại Cơ sở B1

Đại học Kinh tế đang hoạt động với 10 cơ sở tại Thành phố Hồ Chí Minh:
- Cơ sở A (trụ sở chính): 59C Nguyễn Đình Chiểu, phường Xuân Hòa
- Cơ sở B, gồm tòa nhà B1 và B2: 279 Nguyễn Tri Phương, phường Diên Hồng
- Cơ sở C: Trụ sở của Trung tâm Pháp Việt Đào tạo về Quản lý (CFVG), 91 Ba Tháng Hai, Phường Vườn Lài
- Cơ sở D: 196 Trần Quang Khải, phường Tân Định
- Cơ sở E: 54 Nguyễn Văn Thủ, phường Tân Định
- Cơ sở H: 1A Hoàng Diệu, phường Phú Nhuận
- Cơ sở I: 17 Phạm Ngọc Thạch, phường Xuân Hòa
- Cơ sở N: Đường Nguyễn Văn Linh, Khu chức năng số 15, Khu đô thị mới Nam thành phố, xã Bình Hưng
- Cơ sở V: Viện Đổi mới sáng tạo (UII - UEH Institute of Innovation), Viện Đô thị thông minh và Quản lý (ISCM) và Khách sạn UEH (UEH Boutique Hotel): 232/6 Võ Thị Sáu, phường Xuân Hòa
- Trung tâm thể dục thể thao UEH: 144 Phạm Đức Sơn, phường Phú Định

Khách sạn UEH tại Cơ sở V được thành lập năm 2020 trên cơ sở chuyển đổi từ Nhà khách UEH của trường, đạt tiêu chuẩn tương đương 3 sao, với mục đích học thuật là giúp sinh viên các ngành du lịch, khách sạn thực hành kiến thức nghề nghiệp. Khách sạn có 35 phòng ngủ, được xây dựng trên diện tích 500 m2, với 1 tầng trệt và 3 lầu. Khách sạn đủ điều kiện và tiêu chuẩn để thực hiện các hoạt động lễ tân, đón tiếp, phục vụ lưu trú cho các chuyên gia, nhà khoa học trong nước và quốc tế đến thăm, làm việc, nghiên cứu tại trường.
Để thuận tiện cho việc di chuyển của người học giữa các cơ sở, từ tháng 2 năm 2022, trường chính thức triển khai dịch vụ xe buýt nhanh mang tên UEH Shuttle Bus, chuyên phục vụ cho cả cán bộ, giảng viên và sinh viên của trường. Dịch vụ hỗ trợ việc di chuyển giữa các cơ sở A, B, N và các ký túc xá, mỗi ngày 10 chuyến, vé xe được đặt trước thông qua ứng dụng trên thiết bị di động. Đây là trường đại học đầu tiên ở Thành phố Hồ Chí Minh mở dịch vụ này.

### Phân hiệu trực thuộc
Từ cuối năm 2019, UEH sáp nhập và quản lý Phân hiệu UEH tại Vĩnh Long, tại địa chỉ 1B Nguyễn Trung Trực, phường Tân Hạnh, tỉnh Vĩnh Long.
Nhà trường cũng đang chuẩn bị khởi động dự án Phân hiệu UEH tại Nha Trang, tỉnh Khánh Hòa.

### Thư viện

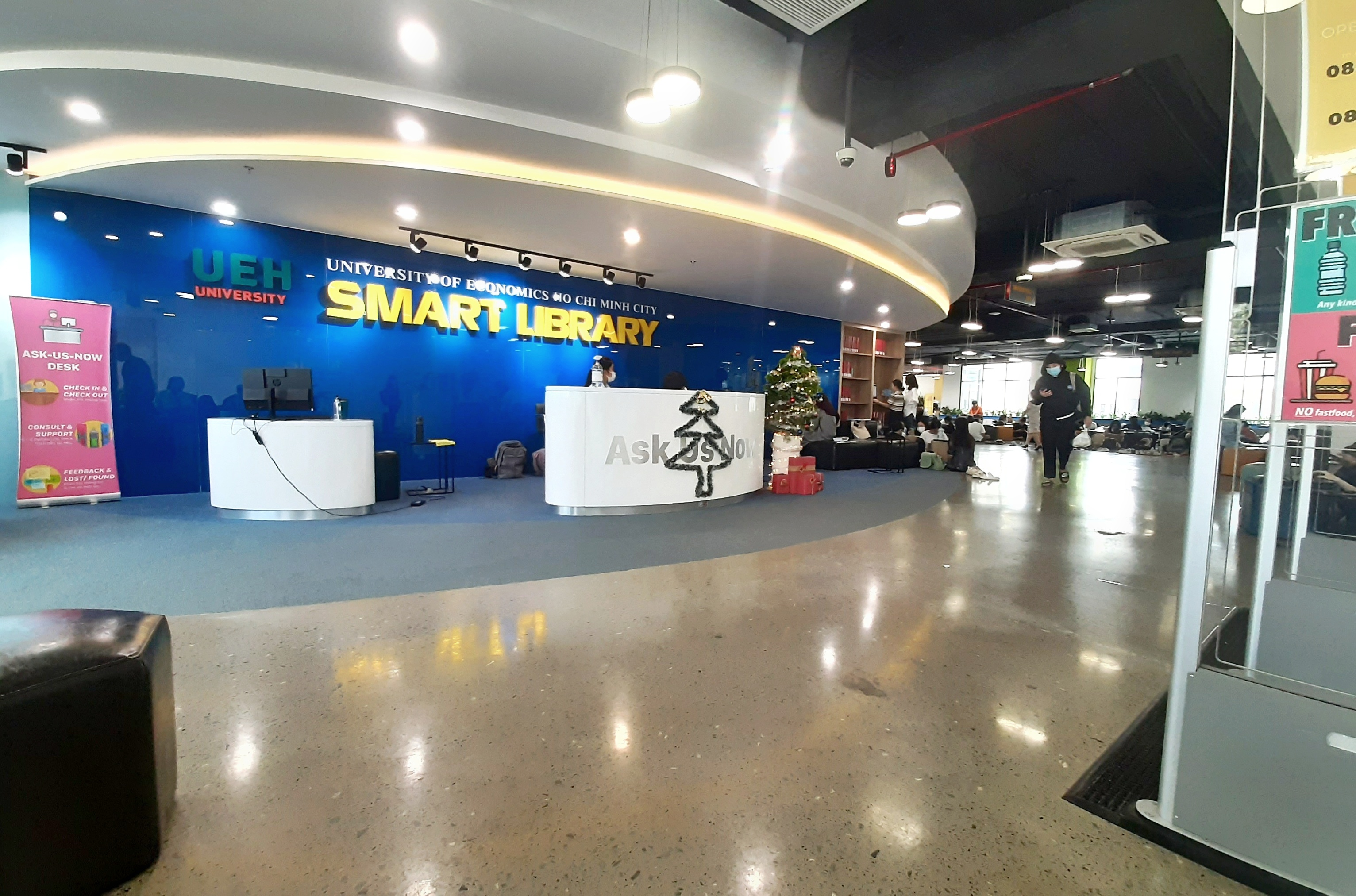
Thư viện thông minh tại Cơ sở B

Trường hiện đang có 2 thư viện, được đặt tại các Cơ sở B và N, với tổng sức chứa của phòng đọc là hơn 1000 chỗ ngồi. Thư viện thông minh UEH tại Cơ sở B gồm 15 phòng đọc với tổng diện tích là 1.315 m². Hiện nay, tổng số sách được lưu trữ tại Thư viện là 398.000 đầu sách thuộc các lĩnh vực kinh tế, trong đó có 600 đầu sách đến từ Harvard. Đồng thời thư viện kết nối cơ sở dữ liệu với hơn 90 nhà xuất bản các trường đại học như: Đại học Oxford, Đại học Cambridge, Đại học Harvard, v.v. Đây là một thư viện chuyển đổi số, được đầu tư hạ tầng hiện đại và tự động hóa trong tất cả các khâu. Người dùng có thể tìm sách, mượn sách đặt phòng với 1 chiếc điện thoại thông minh kết nối internet.
Không gian bên trong thư viện được thiết kế theo phong cách hiện đại, trang bị nhiều camera, cảm biến điện tử và thiết bị thu thập thông tin khác như bụi mịn, nhiệt độ, độ ẩm, tiếng ồn và cường độ ánh sáng. Nhờ ứng dụng công nghệ IoT, các thông số như số lượng người đang tập trung ở trong thư viện, chất lượng không khí được hệ thống thu thập để đưa ra những điều chỉnh phù hợp.
Trường còn tòa 1 thư viện riêng đặt tại khuôn viên Cơ sở N đang trong quá trình chuẩn bị xây dựng.

### Ký túc xá
Trường có 2 ký túc xá tại khu vực trung tâm Thành phố Hồ Chí Minh với tổng diện tích là 6.376 m², gồm 227 phòng, sức chứa xấp xỉ 1.600 sinh viên (3,8 m²/sinh viên):
- Ký túc xá 135 Trần Hưng Đạo, phường Cầu Ông Lãnh, có tổng sức chứa là 765 sinh viên, diện tích mỗi phòng khoảng 25–30 m².
- Ký túc xá 43-45 Nguyễn Chí Thanh, phường An Đông, có tổng sức chứa là 804 sinh viên, diện tích mỗi phòng 30 m².

Phân hiệu UEH tại Vĩnh Long quản lý 1 ký túc xá tại địa chỉ 1B Nguyễn Trung Trực, phường Tân Hạnh, với tổng sức chứa 414 sinh viên.

## Hệ thống quản lý và đào tạo

### Hội đồng Đại học, Giám đốc và Phó Giám đốc Đại học
- Chủ tịch Hội đồng Đại học: GS. TS. NGƯT. Nguyễn Đông Phong[49]
- Giám đốc Đại học: GS. TS. Sử Đình Thành[50]
- Phó Giám đốc: PGS. TS. Bùi Quang Hùng, GS. TS. Nguyễn Khắc Quốc Bảo, TS. Đinh Công Khải[50]
- Chủ tịch Hội đồng Tư vấn chiến lược và chính sách: PGS. TS. Phan Thị Bích Nguyệt[51]
- Tổng biên tập Tạp chí JABES: GS. TS. Nguyễn Trọng Hoài

### Đội ngũ giảng viên
Năm 2022, UEH có gần 800 giảng viên. Trong đó, có 25 giáo sư, 53 phó giáo sư, 175 tiến sĩ, 335 thạc sĩ, 126 giảng viên cao cấp và 150 chuyên gia người nước ngoài. Trường có 7 cá nhân là nhà giáo nhân dân và 35 nhà giáo ưu tú.

## Các đơn vị trực thuộc
Hiện nay, Đại học Kinh tế Thành phố Hồ Chí Minh được tổ chức thành các trường trực thuộc, phân viện và phân hiệu sau:

### Trường Kinh doanh
- Ban Giám hiệu: Quyền Hiệu trưởng là GS.TS. Sử Đình Thành và Phó Hiệu trưởng phụ trách là PGS.TS. Bùi Thanh Tráng, Phó Hiệu trưởng là TS. Đinh Thị Thu Hồng.

| - Khoa Quản trị - Khoa Kinh doanh quốc tế - Marketing - Khoa Tài chính - Khoa Ngân hàng | - Khoa Kế toán - Khoa Du lịch - Trung tâm Đào tạo ngắn hạn (phát triển từ Viện nghiên cứu phát triển nguồn nhân lực) - Phòng tổng hợp |

Trường hiện đào tạo 13 ngành bậc Cử nhân: Quản trị kinh doanh, Kinh doanh quốc tế, Marketing, Kinh doanh thương mại, Tài chính - Ngân hàng, Tài chính quốc tế, Bảo hiểm, Kế toán, Kiểm toán, Quản trị dịch vụ du lịch & lữ hành, Quản trị khách sạn, Logistics & Quản lý chuỗi cung ứng, Quản lý bệnh viện và 04 ngành bậc Thạc sĩ và Tiến sĩ: Quản trị kinh doanh, Kinh doanh thương mại, Tài chính - Ngân hàng, Kế toán.

### Trường Kinh tế - Luật - Quản lý nhà nước
Tổ chức: Hiệu trưởng là PGS. TS. Phạm Khánh Nam, Phó Hiệu trưởng là TS. Trần Thị Tuấn Anh
| - Khoa Kinh tế - Khoa Tài chính công - Khoa Luật - Khoa Quản lý nhà nước - Viện Nghiên cứu kinh tế phát triển - Viện Chính sách công | - Viện Kinh tế môi trường Đông Nam Á - Viện Nghiên cứu chính sách nông nghiệp và sức khỏe - Viện Tài chính bền vững - Trung tâm Đào tạo ngắn hạn - Phòng tổng hợp |  |

Trường đào tạo 12 ngành bậc Cử nhân: Kinh tế, Kinh tế đầu tư, Kinh tế Chính trị, Bất động sản, Tài chính công, Quản lý Thuế, Quản trị Hải quan & Ngoại thương, Quản trị nhân lực, Quản lý công, Kinh doanh nông nghiệp, Luật, Luật Kinh tế; 08 ngành bậc Thạc sĩ: Quản trị nhân lực, Quản lý kinh tế, Kinh tế Chính trị, Tài chính công, Quản lý công, Chính sách công, Luật Hiến pháp & Luật Hành chính, Luật Kinh tế; và 04 ngành bậc Tiến sĩ: Kinh tế phát triển, Kinh tế Chính trị, Tài chính công, Luật Kinh tế.

### Trường Công nghệ và Thiết kế
Tổ chức: Quyền Hiệu trưởng là GS. TS. Sử Đình Thành, Hiệu trưởng danh dự là TS. Park Young June (Hàn Quốc), Phó Hiệu trưởng là PGS. TS. Trịnh Thùy Anh và TS. Thái Kim Phụng.
| - Khoa Toán - Thống kê - Khoa Công nghệ thông tin kinh doanh - Viện Đô thị thông minh và Quản lý - Viện Đổi mới sáng tạo | - Viện Toán ứng dụng - Viện Công nghệ thông minh và tương tác - Phòng tổng hợp |  |

Trường đào tạo 08 ngành bậc Cử nhân: Toán Kinh tế, Thống kê Kinh tế, Hệ thống thông tin quản lý, Thương mại điện tử, Kỹ thuật phần mềm, Khoa học dữ liệu, Kiến trúc và thiết kế Đô thị thông minh, Công nghệ & Đổi mới sáng tạo; 05 ngành bậc Thạc sĩ: Toán Kinh tế, Thống kê Kinh tế, Hệ thống thông tin quản lý, Toán ứng dụng, Quản lý đô thị thông minh & sáng tạo; và 01 ngành bậc Tiến sĩ: Thống kê.

### Các đơn vị đào tạo khác

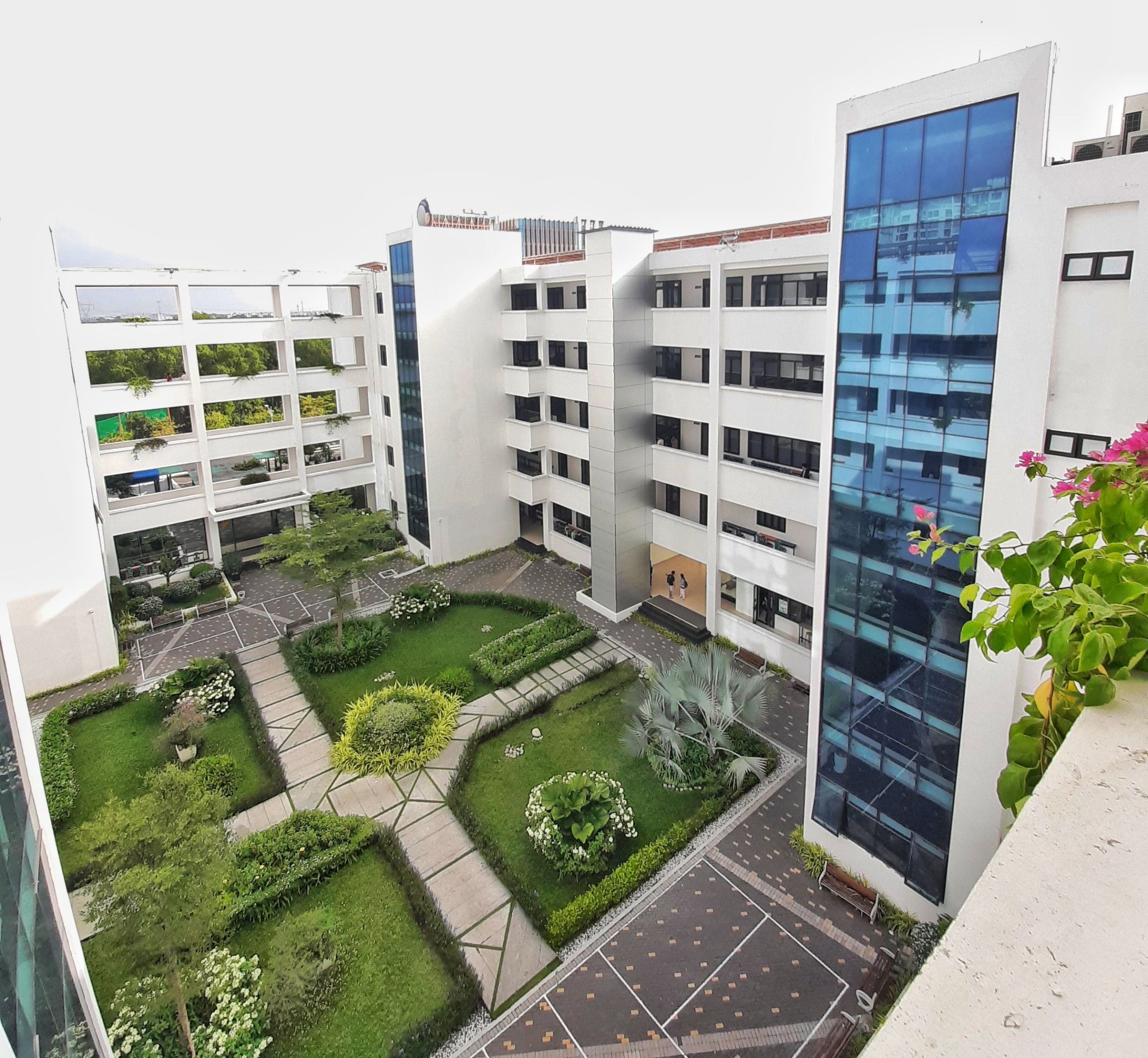
Giảng đường N2

- Viện Đào tạo quốc tế (ISB): Đào tạo Chương trình Cử nhân tài năng – ISB BBUS (hoàn toàn bằng tiếng Anh) và các chương trình Cử nhân, Thạc sĩ và Tiến sĩ liên kết với các đối tác nước ngoài với tên gọi là Global Pathways.[54]
- Viện Đào tạo Sau đại học
- Khoa Lý luận chính trị
- Khoa Ngoại ngữ
- Ban Giáo dục thể chất

### Đơn vị tham gia quản lý và phục vụ đào tạo
- Thư viện thông minh (Smart Library)
- Phòng Chăm sóc và Hỗ trợ người học (DSA)
- Trung tâm Phát triển khởi nghiệp
- Nhà xuất bản Kinh tế Thành phố Hồ Chí Minh
- Trạm Y tế

### Đơn vị Khoa học công nghệ – Thông tin kinh tế
- Tạp chí Nghiên cứu Kinh tế và Kinh doanh Châu Á
- Viện Ngôn ngữ – Quốc tế học (ILACS)
- Viện Nghiên cứu kinh doanh
- Trung tâm Dữ liệu – Phân tích kinh tế
- Trung tâm Nghiên cứu và phát triển quản trị (CEMD)

### Hội đồng tư vấn
- Hội đồng Khoa học và đào tạo
- Hội đồng Tư vấn chiến lược và chính sách
- Hội đồng Đảm bảo chất lượng
- Các Hội đồng tư vấn khác

### Phân hiệu UEH tại Vĩnh Long
Tổ chức: Giám đốc là PGS. TS. Bùi Quang Hùng và Phó Giám đốc thường trực là ThS. Nguyễn Thị Thúy Liễu.

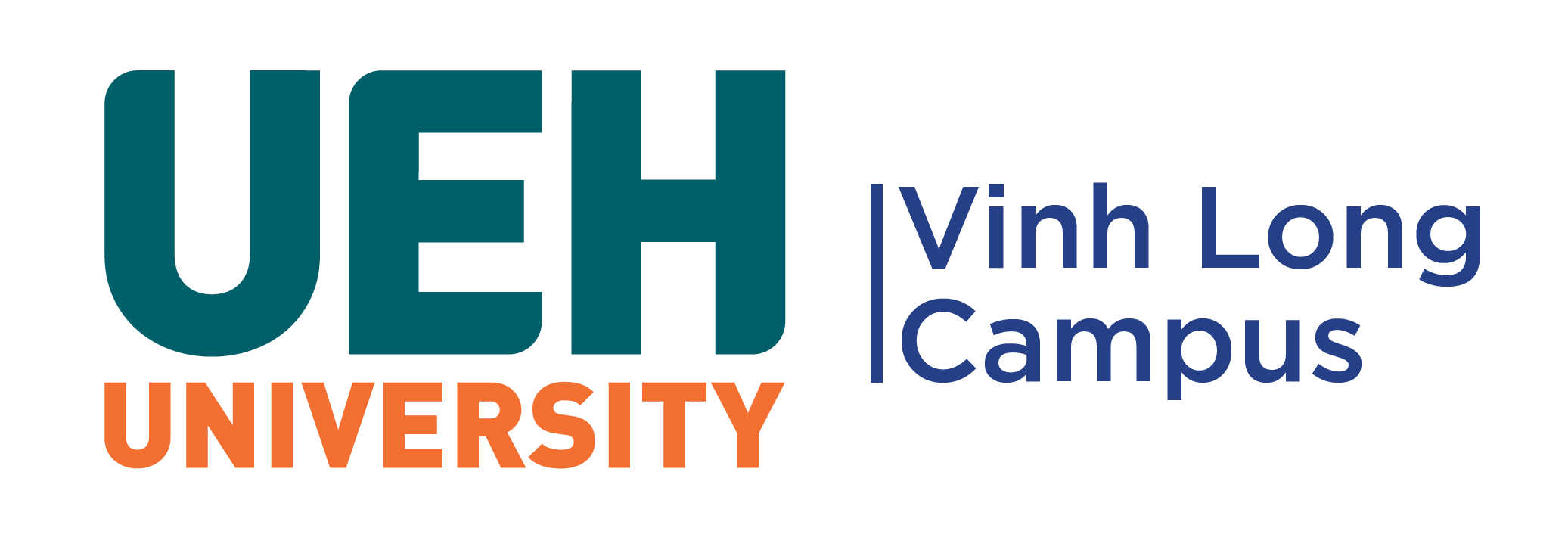
UEH Phân hiệu Vĩnh Long

| - Khoa Kế toán - Khoa Tài chính - Ngân hàng - Khoa Quản trị | - Khoa Công nghệ thông tin - Khoa Cơ bản - Trung tâm Đào tạo quốc tế Mekong |  |

## Hoạt động
Đại học Kinh tế Thành phố Hồ Chí Minh được biết đến không chỉ là nơi đào tạo các doanh nhân thành đạt, mà còn là môi trường mang lại cho sinh viên những kỹ năng sống, những hoạt động thiết thực, khẳng định bản thân và phát triển tài năng. UEH nổi tiếng là một trong những trường đại học có những phong trào hoạt động Đoàn – Hội mạnh nhất trong cả nước. Các hoạt động thường niên như Hội thao cấp trường, cấp ký túc xá, khoa, viện, Hội diễn văn nghệ, Hoạt động Nối vòng tay lớn, Sức trẻ Kinh tế, Phong trào Mùa hè xanh, và nhiều cuộc thi học thuật nổi tiếng trong cộng đồng sinh viên cả nước.

### Hoạt động văn hóa
Hằng năm, nhà trường tổ chức chương trình Nối vòng tay lớn để chào đón các tân sinh viên. Chương trình được chia hai phần Ngày hội và Đêm hội với các gian hàng của khoa/ký túc xá, Câu lạc bộ/Đội/Nhóm sinh viên trực thuộc tổ chức hoạt động giới thiệu truyền thống, lịch sử hoạt động của mình đến tân sinh viên thông qua các trò chơi và các tiết mục văn nghệ.
Một sự kiện truyền thống thường niên khác nằm trong chuỗi hoạt động kỷ niệm ngày thành lập Đoàn Thanh niên Cộng sản Hồ Chí Minh là Sức trẻ kinh tế (UEH Youth Festival). Đây là sự kiện văn hóa nổi bật của Trường, cung cấp môi trường học hỏi, trao đổi kinh nghiệm giữa các sinh viên. Các hoạt động bao gồm ngày hội và đêm hội với các trò chơi vận động, trò chơi dân gian và gian hàng ẩm thực.
Ngày 24 và 25 tháng 2 năm 2022, Hội Sinh viên UEH đã tổ chức Ngày hội Sinh viên 5 tốt với mục đích tạo cơ hội cho sinh viên tìm hiểu và khám phá về danh hiệu "Sinh viên 5 tốt", góp phần thúc đẩy phong trào Sinh viên 5 tốt của Hội Sinh viên Việt Nam.

### Hoạt động học thuật
UEH tổ chức một số cuộc thi học thuật cho sinh viên trong và ngoài trường. Bên cạnh những cuộc thi thường niên, trường cũng thường xuyên tổ chức cuộc thi mới để đáp ứng nhu cầu hội nhập và sự biến động của nền kinh tế. Nhà trường đã được đánh giá rất cao cho những nỗ lực đổi mới, sáng tạo, nâng cao chất lượng đào tạo, nghiên cứu khoa học và tiên phong trong hội nhập.
Các cuộc thi nổi bật bao gồm Cuộc thi Olympic các môn khoa học Marx-Lenin, Tư tưởng Hồ Chí Minh, Cuộc thi CPA tiềm năng, Tìm kiếm CEO tương lai, Kiến thức thuế – Vận dụng trong kinh doanh, Bản lĩnh Giám đốc tài chính CFO, ... đã và đang thu hút rất nhiều thí sinh tham dự.

### Hoạt động tình nguyện
Hằng năm, UEH triển khai các chương trình tình nguyện và công tác xã hội dưới sự chỉ đạo của Đoàn Thanh niên và Khoa, Viện. Chiến dịch Hiến máu tình nguyện được biết đến như là hoạt động thiện nguyện nổi bật nhất của trường. Hàng năm, Hội Sinh viên Đại học Kinh tế Thành phố Hồ Chí Minh đều tổ chức Tuần lễ hiến máu tình nguyện thu hút được nhiều sinh viên tham gia, đồng thời gây quỹ học bổng Điểm sáng Tương lai của Hội Sinh viên trường dành cho các sinh viên có hoàn cảnh khó khăn.
Hằng năm, Đoàn - Hội các Khoa thường tổ chức các chiến dịch tình nguyện như Vui hội trăng rằm, nằm trong chuỗi hoạt động Chiến dịch Tình nguyện Sinh viên Kinh tế diễn ra vào mùa hè, với mục tiêu mang đến cho trẻ em nhỏ tại các khu vực vùng sâu, vùng xa một mùa Tết Trung Thu trọn vẹn.

### Các hoạt động khác

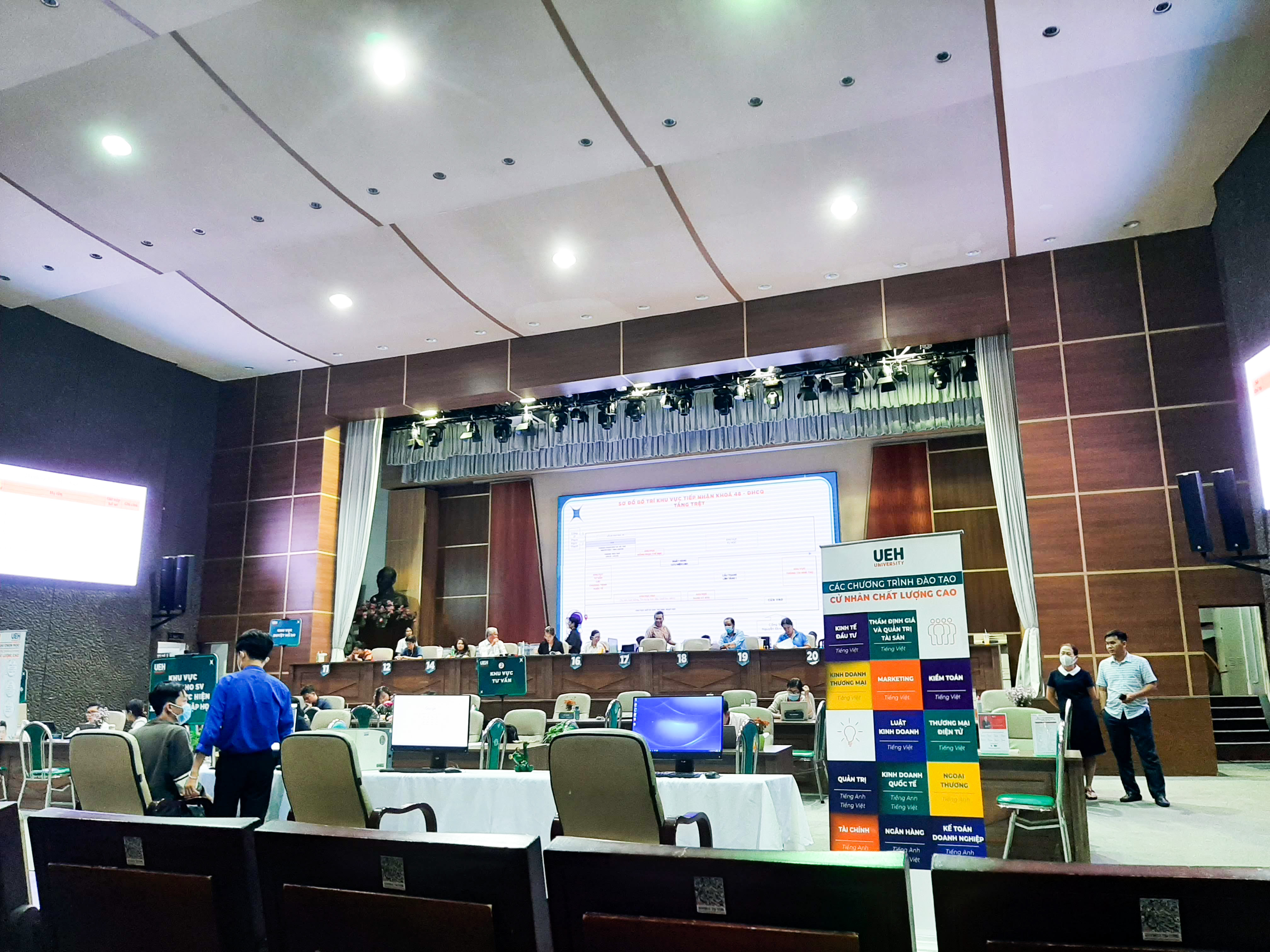
Hội trường A.116 với sức chứa 1000 người tại Cơ sở A, nơi thường tổ chức các hoạt động lớn của trường.

Nhà trường thường xuyên tổ chức các buổi hội thảo, tọa đàm với những vị khách mời chuyên môn cao cho sinh viên tiếp cận kiến thức, kinh nghiệm thực tế từ những doanh nhân, nhà đầu tư thành công. Bên cạnh đó, các cuộc thi tài năng như Hoa khôi UEH, Miss and Mr UEH thu hút rất nhiều sinh viên tham dự.
Một chương trình được thành lập năm 2016, bởi những cựu sinh viên Đại học Kinh tế Thành phố Hồ Chí Minh, mang tên UEH Mentoring, với mục đích giúp đỡ cho hàng nghìn sinh viên trên khắp Việt Nam. UEH Mentoring thực hiện nhiệm vụ là tư vấn và hỗ trợ cho sinh viên các vấn đề liên quan đến nghề nghiệp, cung cấp kinh nghiệm cần thiết để phát triển bản thân. Chương trình tạo ra một môi trường tích cực gồm các nhà cố vấn và người được cố vấn, với các hoạt động giúp cung cấp kiến thức, kỹ năng và kinh nghiệm cần có đến các sinh viên. Đồng thời, các cựu sinh viên cũng có thể kết nối, giúp đỡ những người đang đi học hoặc mới ra trường. Từ năm 2022, Chương trình Vietnam Alumni Mentoring (VAM) hoạt động dưới sự bảo trợ của Cộng đồng Cựu sinh viên Kinh tế (UEH Alumni) và sự hỗ trợ của Your Study Support.
Ngày 17 tháng 11 năm 2022, Đại học Kinh tế Thành phố Hồ Chí Minh đã ký kết hợp tác với Sân khấu Kịch Hồng Vân, dưới sự dẫn dắt của NSND Hồng Vân ra mắt sân khấu kịch học đường UEH Theatre, với hoạt động đầu tiên là vở kịch "Quyền lực và tình yêu", đã diễn ra vào tối 20 tháng 11. Với mục tiêu thúc đẩy hoạt động lan tỏa và truyền cảm hứng nghệ thuật trên cơ sở phát huy thế mạnh của hai bên. Dự án được NSND Hồng Vân ấp ủ với mong muốn học sinh, sinh viên có một mô hình sân khấu kịch học đường, nhằm tạo nên một thế hệ người trẻ văn minh, tri thức, biết thưởng thức và trân trọng các giá trị nghệ thuật. Theo Nghệ sĩ Hồng Vân, UEH Theatre ngoài trình việc diễn các vở diễn còn triển khai các khóa đào tạo nghệ thuật ngắn hạn. Đồng hành cùng trong dự án còn có Nghệ sĩ Hoàng Sơn, Ốc Thanh Vân, Ngọc Tưởng, Kim Huyền, Quốc Thuận, đạo diễn Thanh Hiệp,... Không chỉ tham gia diễn, họ còn hỗ trợ dìu dắt học trò trong các khóa dạy đài từ, hóa trang.

## Nghiên cứu khoa học

### Đóng góp khoa học
Đại học Kinh tế Thành phố Hồ Chí Minh là đại học đầu ngành về khối kinh tế, kinh doanh và quản lý của Việt Nam nói chung và khu vực phía Nam nói riêng. Đây là một trụ cột trong hệ thống giáo dục bậc cao và là trung tâm nghiên cứu các chính sách kinh tế, quản lý, đầu tư phát triển cho chính phủ và các doanh nghiệp lớn. Nhóm các nhà nghiên cứu của trường đã và đang nghiên cứu và đề xuất hệ thống các giải pháp nhằm triển khai hiệu quả ứng dụng công nghệ cao vào phát triển kinh tế – xã hội ở các tỉnh thành phía Nam và đã đạt được những thành tựu nhất định.
Năm 2022, Tổ chức xếp hạng U-Multirank công bố kết quả đánh giá bao gồm tỉ lệ trích dẫn, số lượng công bố quốc tế cùng với đồng tác giả quốc tế của Đại học Kinh tế Thành phố Hồ Chí Minh đạt điểm A và trường được đánh giá là "Đại học Tốt nhất Việt Nam" và nằm trong top 66 đại học hàng đầu châu Á, trong số 467 trường được xếp hạng.

### Tạp chí JABES
Tạp chí JABES, trước đây là tạp chí Phát triển Kinh tế với ấn phẩm tiếng Việt đầu tiên xuất bản năm 1990. Ấn phẩm tiếng Anh đầu tiên xuất bản năm 1994 với tên gọi Economic Development Review, sau đó đổi thành Journal of Economic Development từ năm 2012. Kể từ tháng 1 năm 2018, tạp chí chính thức đổi tên thành Tạp chí Nghiên cứu Kinh tế và Kinh doanh châu Á (Journal of Asian Business and Economic Studies - JABES), bao gồm hai phiên bản: tiếng Việt (JABES-V) và tiếng Anh (JABES-E). JABES-V xuất bản 12 số mỗi năm, được Hội đồng Giáo sư Nhà nước tính điểm cao nhất trong các tạp chí xuất bản tại Việt Nam. JABES-E xuất bản 4 số mỗi năm trên hệ thống Nhà xuất bản Emerald từ tháng 5 năm 2018. Đây cũng là tạp chí khối kinh tế và khoa học xã hội - nhân văn đầu tiên của Việt Nam được liệt kê vào danh mục trích dẫn ESCI và Scopus.

## Câu lạc bộ, đội, nhóm sinh viên

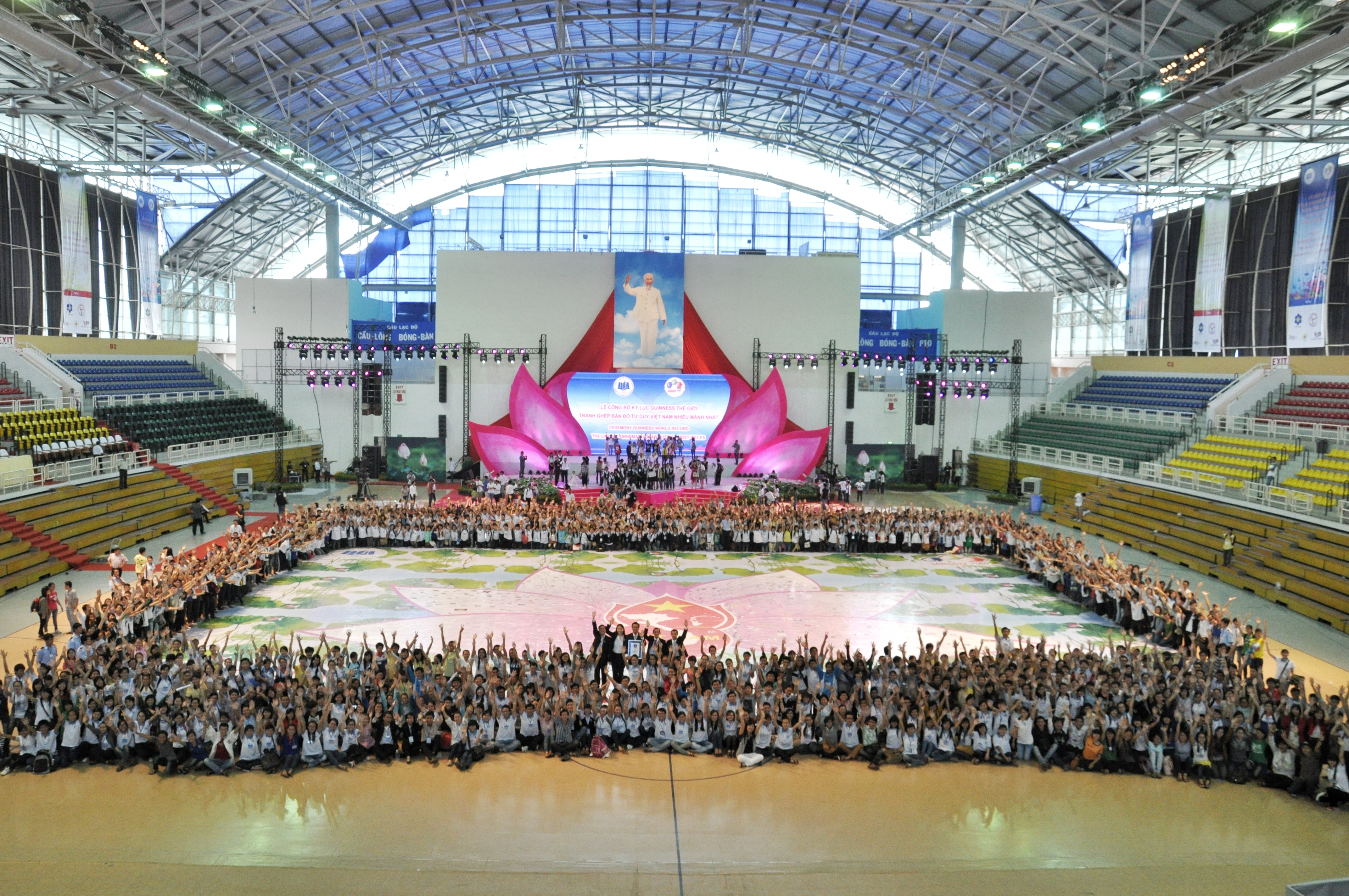
Quang cảnh buổi thực hiện dự án tranh ghép xác lập kỷ lục Guinness của CYM Group tại Nhà thi đấu Phú Thọ, năm 2011.

UEH được biết đến là một trường đại học có nhiều câu lạc bộ, đội, nhóm sinh viên và hoạt động tích cực trong thành phố. Hiện nay, UEH có khoảng 30 câu lạc bộ, đội, nhóm, từ các lĩnh vực chuyên ngành đào tạo, sở thích/năng khiếu, đến các câu lạc bộ học tập, nghiên cứu khoa học và hỗ trợ sinh viên.
Ngày 25 tháng 9 năm 2011, Câu lạc bộ Kỹ năng Tư duy (CYM Group) của Đại học Kinh tế Thành phố Hồ Chí Minh, dẫn đầu bởi Tiến sĩ Đỗ Kiên Trung, đã xác lập Kỷ lục Thế giới Guinness về "bức tranh ghép hình nhiều mảnh nhất thế giới". Bức tranh ghép mô tả một bông hoa sen với sáu cánh đại diện cho sáu lĩnh vực kiến thức, được thể hiện bằng phương pháp sơ đồ tư duy. Kích thước bức tranh là 14.85 x 23.20 m, diện tích phần ghép bằng tay là 345 m2, bao gồm 551.232 mảnh ghép, kích thước mỗi mảnh là 2,5x2,5 cm. Công trình được thực hiện bởi hơn 1.600 sinh viên trong 17 giờ và đã phá Kỷ lục Guinness trước đó là 212.323 mảnh, được lập bởi Singapore vào năm 2002. Đồng thời, bức tranh cũng phá kỷ lục về tổng diện tích của bức tranh bản đồ tư duy lớn nhất thế giới, với tổng diện tích là 660 m2, vượt qua kỷ lục của Trung Quốc thiết lập vào năm 2010 là 600 m2.

## Các chương trình hợp tác đào tạo quốc tế
Các chương trình liên kết quốc tế, học tập tại Đại học Kinh tế Thành phố Hồ Chí Minh, cấp bằng của trường đại học nước ngoài.
| - Chương trình Victoria Wellington (New Zealand): Bậc đào tạo: Đại học. Bằng cấp: Cử nhân Thương mại và Quản trị - Chương trình Fulbright (Mỹ): Bậc đào tạo: Thạc sĩ. Bằng cấp: Thạc sĩ Chính sách công - Chương trình Cao học Hà Lan: Bậc đào tạo: Thạc sĩ. Bằng cấp: Thạc sĩ Kinh tế Phát triển | - Chương trình CFVG (Pháp): Bậc đào tạo: Thạc sĩ. Bằng cấp: MBA, Thạc sĩ Kinh tế, Thạc sĩ Ngân hàng và Tài chính, Thạc sĩ Marketing - Chương trình Western Sydney (Úc): Bậc đào tạo: Thạc sĩ. Bằng cấp: Thạc sĩ Quản trị kinh doanh và Thương mại Bậc đào tạo: Nghiên cứu sinh. Bằng cấp: Tiến sĩ Kinh tế (Nghiên cứu sinh học giai đoạn 1 tại Đại học Kinh tế Thành phố Hồ Chí Minh, giai đoạn 2 tại Đại học Western Sydney) |

## Thành tích và xếp hạng
| Chủ tịch nước Cộng hòa xã hội chủ nghĩa Việt Nam đã trao tặng nhà trường: - Danh hiệu Anh hùng Lao động vào năm 2006; - Huân chương Độc lập hạng Nhì cho nhà trường vào năm 2010; - 6 Huân chương Lao động hạng Nhất, Nhì, Ba cho nhà trường vào các năm 1986, 1991 và 1996; - 3 Huân chương Lao động hạng Nhất, Nhì, Ba cho Công đoàn trường vào các năm 1996, 2001 và 2006; - 2 Huân chương Lao động hạng Nhì và Ba cho Đoàn Thanh niên Cộng sản Hồ Chí Minh của nhà trường vào các năm 1997 và 2002; - Huân chương Lao động hạng Ba cho Hội Sinh viên Việt Nam của nhà trường vào năm 2006; - Huân chương Lao động hạng Ba cho nhà trường về thành tích đền ơn đáp nghĩa và công tác xã hội từ thiện vào năm 2000. - Huân chương Độc lập hạng nhất năm 2021 | Vị trí trên các bảng xếp hạng quốc tế: - Top 49 trong BXH của SCImagoir về các cơ sở nghiên cứu về Kinh tế - Tài chính Khu vực châu Á; - Top 1000 Trường đào tạo kinh doanh tốt nhất thế giới (Theo BXH Eduniversal) từ năm 2014; - Top 551+ trong BXH các Trường Đại học tốt nhất Châu Á (Theo BXH QS châu Á) (2022); - Top 25 đại học tốt nhất thế giới đóng góp cho sự phát triển nghề nghiệp suốt đời (Theo BXH U-Multirank) (2016, 2017, 2018 2020); - Top 100 Trường đào tạo Thạc sĩ tốt nhất thế giới (Theo BXH Eduniversal) (2018); - Top 01 trong các trường kinh tế, kinh doanh và Top 10 trường đại học tốt nhất Việt Nam (Theo BXH Webometrics) (07/2021); - Top 10 trường đại học công bố quốc tế uy tín nhiều nhất Việt Nam (2019); - Top 05 trường đại học công bố quốc tế uy tín nhiều nhất Việt Nam (2020); - Top 01 trường đại học công bố quốc tế uy tín nhiều nhất Việt Nam trong lĩnh vực kinh tế, kinh doanh (2020); - Top 01 các trường đại học tốt nhất Việt Nam theo Bảng xếp hạng U-Multirank (2022). |

## Sự cố
Từ ngày 10 đến 25 tháng 6 năm 1989 xảy ra sự cố xô xát giữa tự vệ phường Nguyễn Cư Trinh với sinh viên ở Ký túc xá 135 Trần Hưng Đạo tại Quận 1, xuất phát từ một vụ va quẹt xe. Khi hay tin sinh viên cùng trường là người va quẹt xe bị tự vệ của phường đánh, 200 sinh viên trường đã kéo đến trụ sở phường, sau đó hai bên xảy ra xô xát. Vào ngày hôm sau 11 tháng 6, sinh viên viết văn bản kiến nghị chính quyền giải quyết vụ đánh sinh viên.
Năm 2017, một giảng viên của trường đã đăng tải trên Facebook cá nhân và group Tư vấn tuyển sinh UEH-K43 những bài viết mang tính chất chê bai, hạ nhục các trường Đại học đào tạo về lĩnh vực Kinh tế lân cận (cụ thể là trường Đại học Ngoại thương và Trường Đại học Kinh tế - Luật, ĐHQG TP.HCM cùng 1 số trường Đại học tư thục khác). Chuỗi bài viết và bình luận của giảng viên này đã gây ra sự phẫn nộ và kích động cho hàng ngàn sinh viên ở các trường Đại học được nhắc tên. Sau khi tiến hành điều tra, nhà trường xác nhận Facebook đăng tải các bài viết đúng là của giảng viên UEH và đăng tải thông cáo báo chí, yêu cầu giảng viên trực tiếp xin lỗi các đối tượng liên quan, đồng thời cho biết sẽ có các phương án kỷ luật nội bộ đối với giảng viên này về việc đăng tải các thông tin chưa được kiểm chứng với lời lẽ kích động, gây tranh cãi
Năm 2018, một giảng viên trẻ của nhà trường đã bị tố cáo có những hành vi không đứng đắn với sinh viên và bị nghi ngờ sửa điểm nhiều bài thi. Tuy nhiên, các điều tra sau đó chứng minh rằng giảng viên trên chấm sai cơ cấu điểm của bài thi. Nhà trường đã ra quyết định kỷ luật giảng viên này với hình thức kỷ luật là cảnh cáo 12 tháng vì vi phạm về tác phong, lời nói, hành động không phù hợp với môi trường giáo dục.
Ngày 10 tháng 10 năm 2021, Ký túc xá 43-45 Nguyễn Chí Thanh, Quận 5 đã xảy ra vụ cháy tại một phòng ở tầng 4. Vào thời điểm cháy, chỉ có 60 sinh viên ở tại đây, do trong thời gian giãn cách xã hội của Đại dịch COVID-19. Đám cháy không gây thiệt hại về người nhưng có thiệt hại về một số tài sản trong phòng.

## Cựu sinh viên nổi bật
Những nhân vật nổi bật từng học tập tại Đại học Kinh tế Thành phố Hồ Chí Minh:

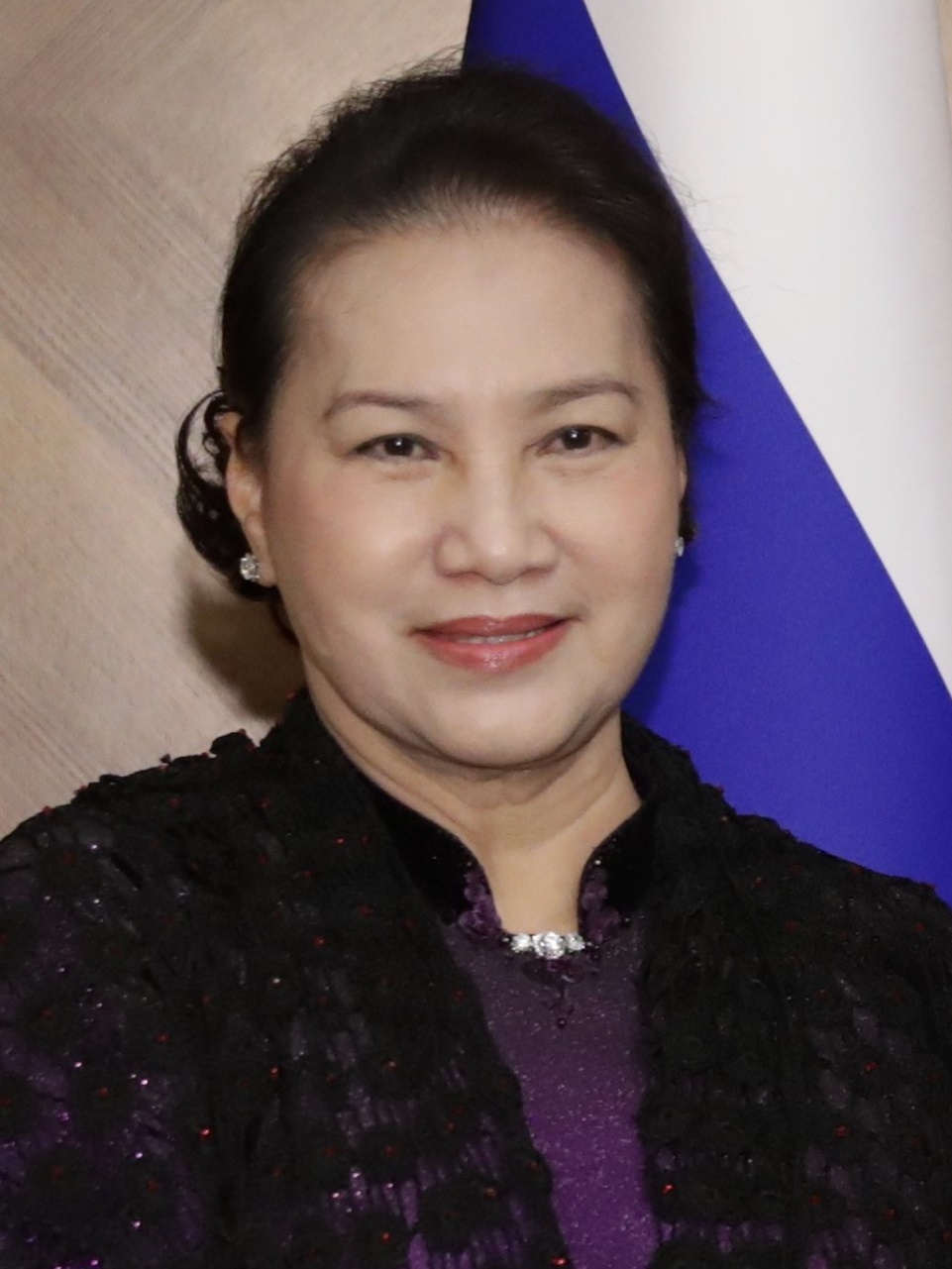
Nguyên Chủ tịch Quốc hội Nguyễn Thị Kim Ngân là một trong những cựu sinh viên theo học tại trường

| - Nguyễn Thị Kim Ngân, Nguyên Chủ tịch Quốc hội nước CHXHCN Việt Nam khóa XIII, XIV nhiệm kỳ 2016-2021. - Trần Thanh Mẫn, Ủy viên Bộ chính trị, Chủ tịch Quốc hội nước CHXHCN Việt Nam. - Nguyễn Phú Cường, nguyên Chủ nhiệm Ủy ban Tài chính – Ngân sách Quốc hội. - Lê Minh Khái, nguyên Phó Thủ tướng Chính phủ. - Nguyễn Văn Giàu, nguyên Thống đốc Ngân hàng Nhà nước Việt Nam. - Nguyễn Phước Thanh, nguyên Phó Thống đốc Ngân hàng Nhà nước Việt Nam. - Trần Minh Tuấn, nguyên Phó Thống đốc Ngân hàng Nhà nước Việt Nam. - Nguyễn Hồng Hà, nguyên Tổng Giám đốc Kho bạc Nhà nước. - Nguyễn Hữu Chí, nguyên Thứ trưởng Bộ Tài chính. - Nguyễn Nam Hải, nguyên Thứ trưởng Bộ Công Thương. - Nguyễn Văn Hiếu, nguyên Thứ trưởng Bộ Kế hoạch và Đầu tư. - Huỳnh Thị Nhân, nguyên Thứ trưởng Bộ Lao động, Thương binh và Xã hội. - Đặng Ngọc Tùng, nguyên Chủ tịch Tổng Liên đoàn Lao động Việt Nam. - Trần Hoàng Ngân, Đại biểu Quốc hội, nguyên Viện trưởng Viện Nghiên cứu Phát triển Kinh tế Thành phố Hồ Chí Minh - Đặng Công Huẩn, Phó Tổng Thanh tra Chính phủ. - Phan Văn Mãi, Chủ tịch Ủy ban Nhân dân Thành phố Hồ Chí Minh. | - Nguyễn Thành Phong, Nguyên Ủy viên Ban chấp hành Trung ương Đảng Cộng sản Việt Nam Khóa XIII, nguyên Chủ tịch Ủy ban Nhân dân Thành phố Hồ Chí Minh, nguyên Phó Trưởng ban Thường trực Ban Kinh tế Trung ương. - Cao Thị Ngọc Dung, Chủ tịch Công ty cổ phần Vàng bạc Đá quý Phú Nhuận (HoSE: PNJ). - Phạm Hồng Hải, Tổng Giám đốc Ngân hàng HSBC (Việt Nam). - Nguyễn Văn Lê, Tổng Giám đốc Ngân hàng Thương mại cổ phần Sài Gòn – Hà Nội (HoSE: SHB). - Võ Minh Tuấn, nguyên Chủ tịch HĐQT Ngân hàng thương mại cổ phần Đông Á. - Nguyễn Hữu Đặng, Tổng Giám đốc Ngân hàng thương mại cổ phần Phát triển Thành phố Hồ Chí Minh (HoSE: HDB). - Nguyễn Đức Tài, sáng lập và Chủ tịch HĐQT kiêm Tổng Giám đốc tại Tập đoàn Thegioididong.com (HoSE: MWG). - Trần Mộng Hùng, sáng lập và hiện đang làm thành viên Hội đồng quản trị tại Ngân hàng thương mại Cổ phần Á Châu (HoSE: ACB). - Đặng Thị Hoàng Yến, sáng lập Tập đoàn Công nghiệp Tân Tạo (HoSE: ITA). - Nguyễn Văn Huynh, nguyên Phó Chủ tịch Hội đồng Quản trị LienVietPostBank (HoSE: LPB), nguyên Chủ tịch HĐQT Công ty Cổ phần Thẩm định giá và dịch vụ Tài chính Sài Gòn. - Phạm Thị Kim Dung, Tổng Giám đốc Công ty Cổ phần Quảng cáo Thương mại Sen Vàng - Lê Thy Ngọc (MisThy), nữ streamer, YouTuber và diễn viên người Việt Nam. - Nguyễn Phương Hoa, Top 30 Nữ sinh Duyên dáng Việt Nam 2016 cùng giải phụ Nữ sinh Hùng biện Tiếng Anh, Top 45 Hoa hậu Hoàn vũ Việt Nam 2017, Top 15 Hoa hậu Siêu quốc gia Việt Nam 2018 cùng giải phụ Người đẹp Tri thức, Top 25 Hoa hậu Thế giới Việt Nam 2019 cùng giải phụ Người đẹp Thể thao. - Trần Minh Hiếu (HIEUTHUHAI), nam rapper, nhạc sĩ và diễn viên người Việt Nam. |

### Sách
- Đoàn Duy Lục (2004). Giáo dục đại học Việt Nam. Nhà xuất bản Giáo dục.
- Đoàn Thị Lam Luyến (1998). Chân dung các nhà giáo ưu tú Việt Nam, Tập 1. Nhà xuất bản Thanh Niên.
- Holly Lambert (2022). Joy of Jigsaws: A Puzzler's Guide and How to Make Your Own. White Owl. ISBN 9781526771452. (tiếng Anh)
- Nguyễn Quang Hưng (2000). Toàn cảnh giáo dục-đào tạo Việt Nam. Nhà xuất bản Chính trị quốc gia.
- Nguyễn Thị Thớn, Phạm Văn Hoàng, Dư Văn Hùng (2005). Công an Thành phố Hồ Chí Minh biên niên sự kiện lịch sử, 1986 - 2000. Nhà xuất bản Chính trị quốc gia.{{Chú thích sách}}:  Quản lý CS1: nhiều tên: danh sách tác giả (liên kết)
- Quách Thu Nguyệt (2006). Hỏi đáp về Sài Gòn Thành phố Hồ Chí Minh, Tập 5. Nhà xuất bản Trẻ.
- Trần Nam Tiến (2006). Sài Gòn-Thành phố Hồ Chí Minh: những sự kiện đầu tiên và nhất. Nhà xuất bản Trẻ.
- Trung tâm hội chợ triển lãm Việt Nam (1995). 20 năm thống nhất và phát triển, tập 1. Trung tâm hội chợ triển lãm Việt Nam.
- Thu Trang (2010). Một thời để nhớ: hồi ký. Nhà xuất bản Văn học, 2010.
- Trường Đại học Kinh tế TP. Hồ Chí Minh (2001). Kinh tế Việt Nam hội nhập và phát triển. Nhà xuất bản TP. Hồ Chí Minh.
- Trường Đại học Kinh tế TP. Hồ Chí Minh (2002). Công tác tư tưởng và giảng dạy lý luận trong trường đại học và cao đẳng hiện nay. Nhà xuất bản TP. Hồ Chí Minh.
- Radio Free Asia (ngày 12 tháng 1 năm 2016). Việt Nam, 40 Năm Sau. Radio Free Asia.{{Chú thích sách}}:  Quản lý CS1: năm (liên kết)